# USS Wiltsie (DD-716)
USS Wiltsie (DD-716) là một tàu khu trục lớp Gearing được Hải quân Hoa Kỳ chế tạo vào giai đoạn cuối Chiến tranh Thế giới thứ hai. Nó là chiếc tàu chiến duy nhất của Hải quân Mỹ được đặt theo tên Đại tá Hải quân Irving Wiltsie (1898-1943), Hạm trưởng tàu sân bay hộ tống Liscome Bay (CVE-56), vốn đã tử trận khi con tàu bị đắm ngoài khơi đảo Makin, và được truy tặng Huân chương Chữ thập Hải quân. Hoàn tất khi chiến tranh đã kết thúc, con tàu tiếp tục phục vụ tích cực trong giai đoạn Chiến tranh Lạnh, Chiến tranh Triều Tiên và Chiến tranh Việt Nam cho đến khi xuất biên chế năm 1976. Nó được chuyển cho Pakistan và tiếp tục phục vụ cùng Hải quân Pakistan như là chiếc PNS Tariq (D165), sau đổi tên thành Nazim. Hiện tại nó được sử dụng như văn phòng nổi cố định cho Cơ quan An toàn Hàng hải Pakistan. Wiltsie được tặng thưởng chín Ngôi sao Chiến trận do thành tích phục vụ trong Chiến tranh Triều Tiên, và thêm bảy Ngôi sao Chiến trận khác khi hoạt động trong Chiến tranh Việt Nam.

## Thiết kế và chế tạo
Wiltsie được đặt lườn tại xưởng tàu của hãng Federal Shipbuilding ở Newark, N.J. vào ngày 13 tháng 3 năm 1945. Nó được hạ thủy vào ngày 31 tháng 8 năm 1945; được đỡ đầu bởi bà Irving D. Wiltsie, vợ góa Đại tá Wiltsie, và nhập biên chế tại Xưởng hải quân New York, Brooklyn, New York, vào ngày 12 tháng 1 năm 1946 dưới quyền chỉ huy của Hạm trưởng, Trung tá Hải quân Raymond D. Fusselman.

## Lịch sử hoạt động

### 1946 - 1950
Sau chuyến đi chạy thử máy đến khu vực vịnh Guantánamo, Cuba, Wiltsie băng qua kênh đào Panama vào ngày 8 tháng 7 năm 1946 để đi sang khu vực Thái Bình Dương, và đi đến San Diego, California. Nó trải qua mùa Hè và mùa Thu năm đó tham gia các cuộc tập trận dọc theo bờ biển Nam California, rồi rời vùng bờ Tây vào ngày 6 tháng 1 năm 1947 để hướng sang Viễn Đông. Nó đi đến Thanh Đảo, Trung Quốc, và thực hành huấn luyện cùng tập trận đồng thời bảo vệ cho cộng đồng công dân Hoa Kỳ tại cảng này trong bối cảnh xung đột leo thang giữa phe Quốc Dân Đảng và phe cộng sản. Nó ở lại Thanh Đảo cho đến tháng 6 năm 1947, khi nó lên đường đi Sasebo, Nhật Bản để làm nhiệm vụ chiếm đóng. Rời Sasebo vào ngày 8 tháng 3 năm 1948 để quay trở về Hoa Kỳ, nó đi đến Bremerton, Washington để được đại tu tại Xưởng hải quân Puget Sound.
Sau một giai đoạn huấn luyện ôn tập, Wiltsie một lần nữa lại lên đường đi sang Viễn Đông, khởi hành từ San Diego vào ngày 1 tháng 10. Nó hoạt động ngoài khơi Thanh Đảo vào mùa Thu năm đó nhằm di tản công dân Hoa Kỳ từ cảng này đến Yokohama, Nhật Bản, do cuộc Nội chiến Trung Quốc đã lan rộng đến đây. Con tàu cũng có những chuyến viếng thăm ngắn đến trước Hong Kong và Okinawa khi quay trở lại Thanh Đảo.
Vào lúc này lực lượng Cộng sản tiếp tục tiến xuống phía Nam, chiếm được Nam Kinh vào tháng 4, 1949. Vì vậy Wiltsie đi đến Thượng Hải vào ngày 22 tháng 4, sẵn sàng can thiệp trong khi xúc tiến việc di tản kiều dân thuộc mọi quốc tịch ra khỏi thành phố. Nó đã bảo vệ cho tàu buôn thuộc nhiều nước khác nhau: Trung Quốc, Hà Lan, Na Uy, Pháp, Đan Mạch, Anh và Hoa Kỳ, cũng như tàu hải quân các nước Hoa Kỳ, Anh và Trung Quốc trong quá trình triệt thoái, cho đến ngày 5 tháng 5, khi nó rời thành phố này hai mươi ngày trước khi Thượng Hải lọt vào tay lực lượng Cộng sản. Chiếc tàu khu trục đi đến vịnh Buckner, Okinawa, và từ đây lên đường quay trở về Hoa Kỳ, về đến San Diego vào ngày 4 tháng 6.
Wiltsie quay trở lại hoạt động thường lệ dọc theo vùng bờ Tây. Nó đón lên tàu học viên sĩ quan thuộc Hải quân Dự bị Hoa Kỳ tại đảo Treasure, gần San Francisco, California vào ngày 1 tháng 8, và lên đường vào ngày hôm sau cho một chuyến đi thực tập đến Balboa, Panama và quần đảo Galápagos. Quay trở về San Diego vào ngày 31 tháng 8, chiếc tàu khu trục lại có chuyến đi đến khu vực quần đảo Hawaii để tham gia Chiến dịch "Miki", một cuộc tập trận mô phỏng một cuộc tấn công Trân Châu Cảng phối hợp các đơn vị Hải quân, Lục quân và Không quân Hoa Kỳ. Sau khi kết thúc cuộc tập trận, nó quay trở về vùng bờ Tây, và được đại tu tại Xưởng hải quân Mare Island, Vallejo, California từ tháng 12, 1949 đến tháng 4, 1950.

### Chiến tranh Triều Tiên
Sự kiện lực lượng Bắc Triều Tiên vượt vĩ tuyến 38 vào ngày 25 tháng 6, 1950 tấn công xuống lãnh thổ Nam Triều Tiên đã khiến cho Chiến tranh Triều Tiên bùng nổ, nên đến tháng 7, Wiltsie lên đường đi sang Viễn Đông để tăng cường cho sự hiện diện của Hải quân Hoa Kỳ tại vùng biển Triều Tiên. Vào chiều tối ngày 16 tháng 8, trong khuôn khổ Trận Vành đai Pusan, nó hoạt động cùng một lực lượng bao gồm tàu tuần dương hạng nặng USS Helena, bốn tàu đổ bộ LST cùng các tàu khu trục hộ tống trong một nỗ lực di tản lực lượng Nam Triều Tiên bị phía Cộng sản bao vây ở vị trí dọc bờ biển phía Đông về phía Bắc Pohang. Lúc bình minh ngày hôm sau, 327 sĩ quan cùng 3.480 binh sĩ thuộc Sư đoàn 3 Bộ binh (Hàn Quốc) cùng 1.260 thường dân và hơn 100 xe cộ được rút lui an toàn về bên trong vành đai Pusan.
Trong cuộc đổ bộ tấn công tiếp theo lên Inchon vào ngày 15 tháng 9, Wiltsie đã tham gia thành phần hộ tống cho các tàu sân bay thuộc Lực lượng Đặc nhiệm 77: Philippine Sea (CV-47), Valley Forge (CV-45) và Boxer (CV-21) khi máy bay của chúng không kích các vị trí đối phương hỗ trợ cho cuộc tấn công trên bộ. Trong thời gian còn lại của lượt hoạt động, nó hỗ trợ hải pháo theo yêu cầu cho các đơn vị Liên Hợp Quốc chiến đấu trên bộ, hộ tống Lực lượng Đặc nhiệm 77 thực hiện các phi vụ tấn công các tuyến đường tiếp liệu và các điểm tập trung quân đối phương, cũng như hoạt động tuần tra tại eo biển Đài Loan.
Wiltsie quay trở về San Diego vào tháng 3, 1951, và được sửa chữa tại Long Beach, California trước khi lại lên đường cho chuyến đi làm nhiệm vụ thứ tư tại Viễn Đông. Tại vùng biển Triều Tiên, nó tiếp tục đảm nhiệm vai trò hộ tống tàu sân bay, bắn hải pháo theo yêu cầu cùng các hoạt động can thiệp khác, đặc biệt là trong chiến dịch phong tỏa Wonsan, nơi chiếc tàu khu trục đã đấu pháo tay đôi với các khẩu đội pháo bờ biển đối phương.
Wiltsie quay trở về Hoa Kỳ vào cuối năm 1952, nhưng nhanh chóng được huy động trở lại Viễn Đông cho lượt hoạt động thứ ba trong cuộc chiến tranh. Rời vùng bờ Tây vào ngày 2 tháng 1, 1953, nó trải qua một thời gian tuần tra tại eo biển Đài Loan rồi hoạt động ngoài khơi bờ biển Bắc Triều Tiên trước khi di chuyển đến ngoài khơi Wonsan. Nó tiếp tục đảm nhiệm vai trò hỗ trợ cho lực lượng mặt đất Liên Hợp Quốc, can thiệp các tuyến đường tiếp liệu đối phương bằng không kích và hải pháo, cũng như phong tỏa bờ biển. Tám ngày sau khi cùng tàu khu trục chị em Theodore E. Chandler (DD-717) tiêu diệt một đoàn tàu hỏa gần Tanchon vào ngày 3 tháng 6, nó chịu đựng 45 quả đạn pháo 105 milimét (4,1 in) của các khẩu đội pháo bờ biển đối phương ở ngoài khơi Wonsan. Một quả đạn pháo đã bắn trúng đuôi tàu, nhưng không gây thương vong, và con tàu tiếp tục hoạt động tuần tra tại chỗ. Vào ngày 15 tháng 6, nó giúp di tản 13 thường dân Nam Triều Tiên từ đảo Yo-do đến Sokcho.
Đang khi chuẩn bị rút bỏ việc phong tỏa Wonsan theo những điều khoản của thỏa thuận đình chiến, Wiltsie hỗ trợ cho những hoạt động quét thủy lôi và bắn phá các mục tiêu trên bộ của đối phương vào những giờ phút sau cùng. Nó phối hợp cùng tàu tuần dương hạng nặng Bremerton (CA-130) và tàu khu trục Porter (DD-800) bắn phá các vị trí đối phương tại cho đến thời hạn 22 giờ 00. Vào ngày 27 tháng 7, thỏa thuận đình chiến chấm dứt cuộc chiến tranh Triều Tiên cuối cùng có hiệu lực; tuy nhiên chiếc tàu khu trục tiếp tục ở lại vùng biển Triều Tiên, giám sát các hoạt động quét mìn tại khu vực giữa Hungnam và Wonsan cho đến ngày 6 tháng 8.

### 1953 - 1961
Từ năm 1953 đến năm 1961, Wiltsie đã thực hiện bảy lượt bố trí hoạt động tại khu vực Tây Thái Bình Dương. Trong các đợt này nó tiến hành các nhiệm vụ huấn luyện và tuần tra tại các vùng biển Viễn Đông, hoạt động ngoài khơi bờ biển Nhật Bản, Triều Tiên và Okinawa, viếng thăm các cảng Yokosuka, Kobe và Sasebo, Nhật Bản; Olongapo và Manila, Philippines; và Hong Kong. Chiếc tàu khu trục cũng phục vụ canh phòng máy bay cho lực lượng đặc nhiệm tàu sân bay nhanh, tuần tra eo biển Đài Loan, và thực hành tác xạ và chống tàu ngầm cùng các đơn vị hạm đội khác. Giữa các lượt bố trí này, nó thực hiện các hoạt động thường lệ tại vùng bờ Tây cũng như được sửa chữa tại Xưởng hải quân Long Beach. Nó cũng tiến hành những chuyến đi huấn luyện cho học viên sĩ quan thuộc Hải quân Dự bị, viếng thăm Seattle, Washington và Esquimalt, British Columbia. Con tàu cũng từng viếng thăm Melbourne, Australia vảo tháng 5, 1959 nhân dịp kỷ niệm Trận chiến biển Coral.

### 1961 - 1964
Từ tháng 11, 1961, Wiltsie bắt đầu một đợt đại tu và hiện đại hóa kéo dài mười tháng tại Xưởng hải quân Trân Châu Cảng, Oahu, Hawaii, trong khuôn khổ Chương trình Hồi sinh và Hiện đại hóa Hạm đội (FRAM: Fleet Rehabilitation and Modernization). Con tàu được trang bị cầu tàu khép kín, sàn đáp và hầm chứa để vận hành máy bay trực thăng không người lái chống tàu ngầm Gyrodyne QH-50 DASH, dàn ống phóng ngư lôi Mk. 32 ba nòng, tên lửa chống ngầm RUR-5 ASROC cùng những biến thể radar và sonar hiện đại. Chỗ nghỉ ngơi của sĩ quan và thủy thủ cũng được cải thiện. Sau khi hoàn tất việc nâng cấp, con tàu tiến hành huấn luyện ôn tập trước khi đảm nhiệm vai trò soái hạm của Đội khu trục 72, đặt cảng nhà tại San Diego.
Wiltsie đi đến Xưởng hải quân Puget Sound để cân chỉnh thiết bị sonar, rồi tham gia các đợt thực tập tại miền Nam California trong một tuần trước khi rời vùng bờ Tây cho một lượt phục vụ tại Viễn Đông, khởi hành từ San Diego vào ngày 18 tháng 5, 1963. Đi ngang qua Trân Châu Cảng và Midway, nó đi đến Yokosuka vào ngày 6 tháng 6, rồi tiến hành tuần tra eo biển Đài Loan trong một tháng tiếp theo, viếng thăm Cơ Long và Cao Hùng, Đài Loan trong giai đoạn này. Kế hoạch viếng thăm Hong Kong để nghỉ ngơi của con tàu vào cuối lượt phục vụ bị hủy bỏ do gặp phải một cơn bão.
Sau khi quay trở lại Yokosuka vào ngày 30 tháng 7 để bảo trì, Wiltsie lên đường vào đầu tháng 8 để tham gia cuộc Tập trận "Tire Iron". Trong mùa Thu năm 1963, nó tiếp tục hoạt động từ Sasebo và Yokosuka, rồi rời Sasebo vào ngày 29 tháng 10 để hoạt động một thời gian ngắn cùng Đội đặc nhiệm 77.6 cho đến ngày 10 tháng 11, khi nó lên đường quay trở về nhà. Nó ghé qua Trân Châu Cảng trước khi về đến San Diego vào ngày 24 tháng 11.
Vào tháng 1, 1964, Wiltsie tham gia cùng tàu sân bay Ticonderoga (CVA-14) và các tàu khu trục Theodore E. Chandler và Henderson (DD-785) trong một đợt thực hành phòng không ngoài khơi vùng bờ Tây, và phục vụ canh phòng máy bay cho chiếc tàu sân bay. Nó sau đó cùng Ticonderoga di chuyển đến khu vực Trung tâm Thái Bình Dương, đi đến Trân Châu Cảng vào ngày 18 tháng 2. Sau khi hoàn tất tập trận tại vùng biển Hawaii, nó quay trở lại vùng bờ Tây vào mùa Xuân và tham gia huấn luyện chống tàu ngầm và phòng không cùng các tàu sân bay Yorktown (CV-10) và Coral Sea (CVA-43).
Vào tháng 6, Wiltsie thực hành huấn luyện cho học viên sĩ quan kéo dài trong sáu tuần, rồi trải qua mười ngày sửa chữa lườn tàu tại Long Beach. Sau đó nó tham gia cuộc tập trận hỗ trợ lực lượng Thủy quân Lục chiến thực hành trinh sát ban đêm và đổ bộ, cũng như huấn luyện đổ bộ nhảy dù tại đảo San Clemente và tại trại Pendleton, gần San Diego, California. Vào ụ tàu trong tháng 8 và tháng 9, nó được sửa chữa lườn tàu và vòm sonar trước khi ra khơi để thử nghiệm và huấn luyện chuẩn nhận hệ thống DASH. Hoàn tất công việc vào ngày 3 tháng 11, nó tham gia cuộc tập trận hạm đội "Union Square" trước khi quay trở lại San Diego, chuẩn bị cho lượt biệt phái thứ 14 sang khu vực Tây Thái Bình Dương.

### 1965 – 1969
Wiltsie khởi hành vào ngày 5 tháng 1, 1965 cùng với 16 tàu chiến khác thuộc Chi hạm đội Tuần dương 7. Nó được cho tách ra để hoạt động phối hợp cùng các tàu sân bay Coral Sea và Hancock (CV-19) nhằm ném bom các vị trí đối phương trong cuộc Chiến tranh Việt Nam. Chiếc tàu khu trục trải qua 69 trong tổng số 80 ngày tiếp theo tại vùng biển Việt Nam, đảm nhiệm nhiều vai trò khác nhau bao gồm hộ tống chống tàu ngầm, canh phòng máy bay cho tàu sân bay, và cảnh báo sớm phòng không. Nó đã theo dõi một tàu tình báo Liên Xô vốn đang thu thập tin tức vô tuyến về đội đặc nhiệm Hoa Kỳ trước khi tách ra để đi đến Hong Kong trong tháng 3.
Wiltsie quay trở lại vùng biển Việt Nam, và hoạt động cùng Đội đặc nhiệm 71.1 tham gia Chiến dịch Market Time, tuần tra dọc bờ biển Nam Việt Nam. Trong tháng 5 và tháng 6, nó thực hiện nhiều hoạt động hỗ trợ hải pháo nhắm vào các vị trí tập trung quân và kho tiếp liệu của đối phương.
Sau khi viếng thăm Nhật Bản vào giữa tháng 6, Wiltsie lên đường quay trở về Hoa Kỳ, về đến San Diego vào ngày 2 tháng 7. Một giai đoạn bảo trì và huấn luyện được tiếp nối, kéo dài sang đến năm 1966. Hoàn tất việc huấn luyện ôn tập dọc theo vùng bờ Tây vào mùa Xuân, nó lại lên đường hướng sang Viễn Đông vào ngày 4 tháng 6. Trong chặng dừng tại Guam để tiếp nhiên liệu, nó bị hư hại nhẹ vào ngày 22 tháng 6 khi một xà lan chở nhiên liệu va chạm với lườn tàu. Việc sửa chữa lườn tàu khiến nó bị trễ lịch trình mất 15 giờ. Từ ngày 2 tháng 7, nó trình diện để phục vụ cùng Đơn vị Đặc nhiệm 70.8.9, một lực lượng hỗ trợ hải pháo.
Sau một giai đoạn bảo trì ngắn, Wiltsie chuyển sang vai trò tìm kiếm và giải cứu (SAR), đi đến một vị trí cách khoảng 50 mi (80 km) về phía Đông cảng Hải Phòng của Bắc Việt Nam. Nó cùng với tàu khu trục tên lửa điều khiển Towers (DDG-9) đảm trách việc tìm kiếm và giải cứu những phi công bị bắn rơi. Trong hai gian đoạn, từ ngày 31 tháng 7 đến ngày 2 tháng 9, và từ ngày 28 tháng 9 đến ngày 1 tháng 11, con tàu đã tuần tra tại trạm tìm kiếm và giải cứu phía Bắc, giải cứu được tổng cộng chín nhân viên phi đoàn. Nó đảm trách việc tiếp nhiên liệu cho những máy bay trực thăng thuộc Liên đội Trực thăng 6.
Hoàn thành những nhiệm vụ SAR, Wiltsie chuẩn bị cho hành trình quay trở về nhà. Nó ghé qua cảng Hoa Liên, Đài Loan vào ngày 4 tháng 11 cho một chuyến viếng thăm kéo dài năm ngày; sau đó nó lên đường vào ngày 10 tháng 11, được tiếp nhiên liệu tại Okinawa và đi đến Yokosuka vào ngày 14 tháng 11. Con tàu gia nhập Đội đặc nhiệm 77.8, được hình thành chung quanh tàu sân bay Constellation (CV-64), rồi khởi hành từ Yokosuka vào ngày 22 tháng 11 để hướng về vùng bờ Tây.
Đội đặc nhiệm gặp phải thời tiết xấu ba ngày sau đó, và kéo dài trong suốt năm ngày, khiến mọi con tàu đều phải chịu đựng những hư hại do gió bão. Wiltsie bị bong lườn tàu phía trước mũi và ba vết nứt gây ngập nước phía đuôi tàu, bị cuốn mất hai thang và xuồng săn cá voi bị thủng hai lổ bên mạn trái. Việc tiếp nhiên liệu trên đường đi từ tàu chở dầu Sacramento (AOE-1) vào ngày 29 tháng 11 trở thành một thử thách lớn. Chỉ sau ba lượt tiếp cận, bảy lần bị đứt ống dẫn nhiên liệu cùng bảy giờ làm việc vất vả, việc tiếp nhiên liệu mới hoàn tất. Một phần cấu trúc thượng tầng và mạn tàu bị phủ đầy dầu đen mãi cho đến khi nó về đến San Diego vào ngày 3 tháng 12.
Wiltsie được bảo trì và sửa chữa tại San Diego trước khi tiếp tục các hoạt động thường lệ dọc bờ biển phía Nam California. Nó rời San Diego vào ngày 19 tháng 9, 1967, và sau các chặng dừng tại Trân Châu Cảng và Guam, đã đi đến vịnh Subic, Philippines vào ngày 11 tháng 10. Nó di chuyển đến Đà Nẵng, Nam Việt Nam không lâu sau đó, rồi đi đến trạm SAR phía Bắc vào ngày 21 tháng 10, và chuyển đến trạm SAR phía Nam năm ngày sau đó. Cơn bão "Emma" xuất hiện đã buộc con tàu phải rời khỏi vịnh Bắc Bộ vào ngày 5 tháng 11 để né tránh, và nó chỉ quay lại tiếp nối hoạt động vào ngày 7 tháng 11. Trong lượt hoạt động này nó đã trợ giúp vào việc tìm kiếm hai người từ tàu khu trục William V. Pratt (DDG-44) bị sóng cuốn qua mạn tàu; các tàu khu trục King (DLG-10) và Chevalier (DD-805) cũng tham gia vào việc tìm kiếm, nhưng thời tiết xấu khiến sóng biển cao và gió mạnh đã làm cho hoạt động không mang lại kết quả.
Vào ngày 13 tháng 11, Wiltsie thay phiên cho tàu khu trục Buck (DD-761) tại trạm SAR phía Bắc, để rồi đến lượt nó lại được tàu khu trục Rogers (DD-876) thay phiên. Sau khi được nghỉ ngơi tại Hong Kong, được bảo trì cặp bên mạn tàu tiếp liệu khu trục Klondike (AD-22) và được tiếp liệu tại vịnh Subic, nó quay trở lại Trạm SAR phía Bắc trong vịnh Bắc Bộ, hoạt động phối hợp cùng với King. Trong lượt hoạt động thứ hai này, nó tham gia sáu hoạt động tìm kiếm và giải cứu được mười người. Hoạt động đầu tiên diễn ra lúc 14 giờ 20 phút ngày 22 tháng 12, khi một máy bay cường kích A-7 Corsair II thuộc Liên đội VFA-147 Argonauts bị rơi tại vị trí cách King khoảng 40 mi (64 km) về phía Tây Bắc. Mọi nỗ lực tìm kiếm đều không thể phát hiện ra viên phi công, nên mọi máy bay tìm kiếm đều quay về căn cứ. Lúc này Wiltsie đã tiếp nhiên liệu cho một máy bay trực thăng sắp hết nhiên liệu.
Lượt ngừng bắn nhân dịp lễ Giáng Sinh ngày 25 tháng 12 đã khiến cho chỉ có những phi vụ trinh sát được tiến hành trên bầu trời Bắc Việt Nam; do đó không có hoạt động SAR nào dành cho Wiltsie và King. Đến ngày 29 tháng 12, khi một máy bay tiêm kích F-4 Phantom thuộc Liên đội VFA-161 Chargers từ tàu sân bay Coral Sea bị bắn rơi cách trạm SAR phía Bắc khoảng 51 mi (82 km), dọc bờ biển gần Hải Phòng, King đã dẫn đường cho một máy bay trực thăng đến giải cứu được cả viên phi công lẫn sĩ quan radar, và đưa họ quay trở lại Coral Sea.
Gió mùa Đông Bắc gây mưa lớn làm giới hạn các hoạt động không lực trong những ngày cuối của năm 1967 và những ngày đầu năm 1968. Hai máy bay của Oriskany bị bắn rơi vào ngày 10 tháng 1, 1968, và Wiltsie đã phục vụ chuyển tiếp thông tin và theo dõi vị trí của máy bay trong khi King hoạt động kiểm soát không phận và dẫn đường. Máy bay trực thăng UH-2 của King đã cứu được hai phi công của chiếc máy bay thứ nhất, và một máy bay tiếp vận vớt được phi công chiếc máy bay thứ hai trên biển. Cuôi ngày hôm đó King lại cứu được thêm hai phi công nữa, nâng thành tích của họ lên bốn người trong vòng một ngày.
Sau khi được tàu khu trục De Haven (DD-727) và tàu tuần dương Reeves (DLG-24) thay phiên, King lên đường đi vịnh Subic trong khi Wiltsie hướng sang Hong Kong trước khi chính nó cũng đi đến vịnh Subic, đến nơi vào ngày 23 tháng 1. Đang khi ở lại vịnh Subic ba ngày sau đó, nó nhận được tin tức về việc chiếc tàu thu thập thông tin tình báo USS Pueblo bị bắt giữ tại vùng biển Bắc Triều Tiên. Wiltsie và King khởi hành vào ngày 27 tháng 1, đi đến trạm SAR để thay phiên cho De Haven và Reeves sớm hơn lịch trình một ngày.
Khi trạm SAR dịch chuyển xuống phía Nam, Wiltsie, King và tàu tuần dương phụ trách PIRAZ (Positive Identification Radar Advisory Zone: Khu vực Nhận diện và Tư vấn Radar Chủ động) Belknap (DLG-26) đã hoạt động tuần tra phối hợp trong khi thời tiết xấu bao trùm khắp khu vực. Lượt phục vụ SAR của Wiltsie hầu như không có sự kiện gì vì thời tiết gió mùa Đông Bắc giới hạn các phi vụ không kích suốt miền Bắc Việt Nam. Sau khi được tàu khu trục Southerland (DD-743) thay phiên vào ngày 17 tháng 2, nó lên đường đi vịnh Subic để chất dỡ một phần đạn dược, chuẩn bị cho hành trình quay trở về nhà. Cùng với Buck và King khởi hành vào ngày 22 tháng 2, họ ghé qua Darwin, Australia để tiếp nhiên liệu rồi viếng thăm Brisbane từ ngày 2 đến ngày 7 tháng 3 trước khi tiếp tục hành trình. Họ còn ghé qua Pago Pago, Samoa thuộc Mỹ và Trân Châu Cảng để tiếp nhiên liệu trước khi về đến San Diego vào ngày 23 tháng 3.
Ở lại vùng bờ Tây cho đến ngày 22 tháng 5, 1968, Wiltsie trở thành một tàu huấn luyện kỹ thuật cho sĩ quan, và đảm nhiệm vai trò này cho đến ngày 9 tháng 6. Nó chuyển sang nhiệm vụ canh phòng máy bay khi tàu sân bay Hancock hoạt động chuẩn nhận phi công tàu sân bay từ ngày 10 đến ngày 22 tháng 6. Xuồng săn cá voi của nó đã được thả xuống biển khi một máy bay F-8 Crusader của chiếc tàu sân bay rơi xuống biển ngay sau khi cất cánh; tuy nhiên máy bay trực thăng của chiếc tàu sân bay đã kịp cứu vớt viên phi công trước khi xuồng của tàu khu trục đi đến hiện trường. Vào ngày 26 tháng 6, nó đi đến khu vực vịnh San Francisco để được đại tu tại Xưởng hải quân Mare Island, Vallejo, California. Hoàn tất công việc xưởng tàu vào ngày 6 tháng 11, con tàu hoạt động huấn luyện ôn tập cho đến mùa Xuân năm 1969.
Cùng các tàu khu trục khác thuộc Đội khu trục 72: Buck, John W. Thomason (DD-760) và Perkins (DD-877), Wiltsie rời San Diego vào ngày 16 tháng 4, 1969 để tham gia hoạt động huấn luyện cùng tàu sân bay Oriskany trước khi đi đến Trân Châu Cảng vào ngày 24 tháng 4. Nó lại lên đường không lâu sau đó để hướng sang khu vực Tây Thái Bình Dương. Nó được tiếp nhiên liệu tại Midway và canh phòng cho Oriskany trên đường đi, đến vịnh Subic vào ngày 10 tháng 5. Nó quay trở lại vùng chiến sự ngoài khơi Việt Nam, đi đến Trạm Yankee vào ngày 16 tháng 5.
Vào lúc này, Wiltsie luân phiên phục vụ canh phòng máy bay cho ba tàu sân bay, Oriskany, Bon Homme Richard (CV-31) và Ticonderoga, thay phiên mỗi 24 giờ, cho đến khi nó tháp tùng Ticonderoga quay trở về vịnh vào ngày 20 tháng 5. Chiếc tàu khu trục được bảo trì cặp bên mạn tàu tiếp liệu khu trục Klondike, cho đến khi được chuyển đến Sasebo. Nó ở lại cảng Nhật Bản từ ngày 29 tháng 5 đến ngày 6 tháng 6, rồi lại được phái đến Trạm Yankee để hộ tống bảo vệ cho tàu khu trục Benjamin Stoddert (DDG-22). Khi bộ ngưng tụ nồi hơi của Wiltsie bị hỏng vào ngày 10 tháng 6, nó được tàu khu trục Douglas H. Fox (DD-779) thay phiên, và quay trở về Sasebo để sửa chữa. Sau đó con tàu hoạt động tại vùng biển Nhật Bản, hộ tống cho tàu tuần dương Sterett (DLG-31) trong ba tuần, rồi quay trở lại Sasebo vào ngày 13 tháng 7. Đến ngày 24 tháng 7, nó rời vùng biển Nhật Bản để đi sang vùng chiến sự tại Việt Nam.
Wiltsie tiếp tục vai trò phục vụ canh phòng máy bay cho tàu sân bay Bonhomme Richard, cho đến khi được tách ra để tham gia cùng Biddle (DLG-34) và Chicago (CG-11) để hoạt động tại trạm SAR phía Nam. Hoạt động thực hành chống tàu ngầm trên đường đi, nó đảm nhiệm vai trò SAR tại trạm phía Nam từ ngày 7 đến ngày 10 tháng 8, rồi chuyển sang vai trò PIRAZ phục vụ cho King từ ngày 10 đến ngày 12 tháng 8. Quay trở lại trạm SAR phía Nam vào ngày hôm sau, nó tiếp tục hoạt động ngoài biển cho đến hết tháng 8.

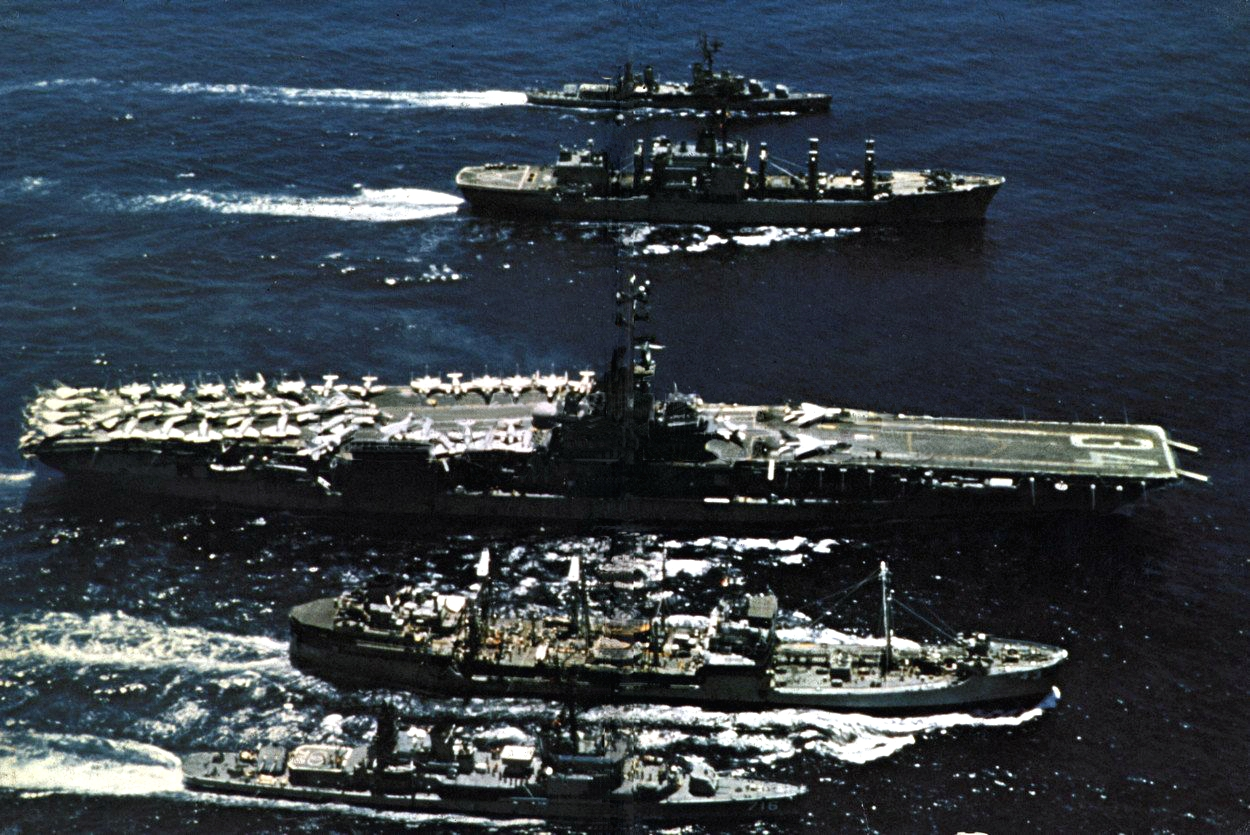
Witsie (phía trước) đang được tiếp nhiên liệu từ tàu sân bay ngoài khơi Việt Nam, năm 1969

Wiltsie gia nhập trở lại cùng Bonhomme Richard để hộ tống chiếc tàu sân bay trong hành trình đi sang Sasebo từ ngày 2 đến ngày 4 tháng 9. Sau một giai đoạn bảo trì và nghỉ ngơi, chiếc tàu khu trục ghé qua Hong Kong trên đường quay trở lại vùng chiến sự tại Việt Nam. Nó được bố trí tại Trạm Yankee cho đến hết tháng 9, rồi đi đến vịnh Subic nơi nó thực hành tác xạ, rồi ra khơi vào ngày 10 tháng 10 để hoạt động cùng các tàu khu trục Craig (DD-885) và Cochrane (DDG-21). Vào ngày hôm đó, nó tham gia đánh chìm phần đuôi của tàu khu trục Frank E. Evans (DD-754), vốn bị cắt làm đôi vào ngày 3 tháng 6sau tai nạn va chạm với tàu sân bay Australia HMAS Melbourne (R21).
Gia nhập trở lại cùng Bonhomme Richard không lâu sau đó, Wiltsie cùng chiếc tàu sân bay đi sang Nhật Bản, đi đến Yokosuka vào ngày 15 tháng 10. Hai ngày sau đó, cùng với Tư lệnh Đội khu trục 72 trên tàu, nó cùng hải đội lên đường hộ tống cho Bonhomme Richard quay trở về Hoa Kỳ, về đến San Diego. Con tàu tiếp tục hoạt động từ cảng nhà trong thời gian còn lại của năm 1969.

### 1970 - 1977
Sau khi hoạt động huấn luyện chống tàu ngầm vào đầu tháng 1, 1970, Wiltsie quay trở về San Diego vào ngày 8 tháng 1, và ở lại cảng cho đến ngày 15 tháng 4, giai đoạn mà nó bị hư hại khi neo đậu cặp bên mạn tàu khu trục John W. Thomason. Gió mạnh đã dồn ép các con tàu lại với nhau trong khi tấm phao đệm giữa hai con tàu bị lật úp, đã khiến những tấm thép bên mạn lườn tàu bị bung ra. Nó phải được đưa vào ụ tàu của hãng San Diego Marine and Shipbuilding Co. vào ngày 13 tháng 3 để sửa chữa, và công việc chỉ hoàn tất vào ngày 7 tháng 4.
Wiltsie hoạt động tại chỗ từ cảng San Diego trong mùa Hè, rồi khởi hành từ cảng nhà vào ngày 27 tháng 7 để đi sang khu vực Tây Thái Bình Dương. Sau các chặng dừng tại Trân Châu Cảng, Midway và Guam, nó đi đến vịnh vào ngày 18 tháng 8, nơi nó được trang bị thêm súng máy.50- caliber và áo giáp cho pháo phòng không trước khi lên đường đi sang vịnh Bắc Bộ vào ngày 21 tháng 8, và gia nhập Lực lượng Đặc nhiệm 77. Ba ngày sau đó, nó thay phiên cho tàu khu trục Gurke (DD-783) trong vai trò hộ tống bảo vệ cho tàu tuần dương Bainbridge (DLGN-25), đang làm nhiệm vụ PIRAZ/SAR tại trạm phía Bắc. Chiếc tàu khu trục hoạt động tại Trạm SAR phía Bắc cho đến ngày 9 tháng 9, phục vụ tiếp nhiên liệu trên đường đi cho những máy bay trực thăng xuất phát từ tàu chiến hay từ đất liền tham gia giải cứu những phi công bị bắn rơi bay ra biển. Dự định đi sang cảng Cao Hùng, Đài Loan để bảo trì, đường đi của bão Georgia khiến nó buộc phải chuyển hướng sang vịnh Subic.
Rời Luzon vào ngày 18 tháng 9, Wiltsie hướng sang vùng biển ngoài khơi Nam Việt Nam, tại khu vực trách nhiệm của Quân đoàn II và Quân đoàn III. Chiếc tàu khu trục làm nhiệm vụ bắn hải pháo hỗ trợ trong suốt 22 ngày, giúp đỡ cho hoạt động tác chiến của các đơn vị Sư đoàn 1 Kỵ binh, Lực lượng Đặc nhiệm 1 Australia cùng một tiểu đoàn quân Nam Việt Nam. Trong giai đoạn đầu tiên trên tuyến đầu kể từ năm 1967, nó đã bắn tổng cộng 3.365 quả đạn pháo 5-inch trước khi rút lui vào ngày 11 tháng 10 để hướng sang Đài Loan, và thủy thủ đoàn được nghỉ ngơi tại Cơ Long.
Đang chuẩn bị tiếp tục đi sang Nhật Bản, Wiltsie nhận được mệnh lệnh khẩn cấp vào ngày 19 tháng 10 để quay trở lại khu vực chiến sự tại Việt Nam. Bão Joan đã gây ra những hư hại đánh kể cho một tàu khu trục khiến nó không thể tiếp tục làm nhiệm vụ, và được lệnh thay thế. Nó đi đến khu vực vịnh Thái Lan vào sáng ngày 23 tháng 10, và đã bắn hải pháo để hỗ trợ cho hoạt động tác chiến của Sư đoàn 21 Bộ binh của Nam Việt Nam, bắn phá các vị trí tập trung quân, pháo binh và tuyến đường tiếp liệu đối phương trong năm ngày; con tàu đã tiêu phí hết 485 quả đạn pháo 5-inch trước khi rút lui.
Được tiếp nhiên liệu và tiếp liệu từ tàu chở dầu Ashtabula (AO-51) vào ngày 29 tháng 10, Wiltsie hướng lên phía Bắc để đi Nhật Bản, buộc phải cơ động để né tránh cơn bão Kate trên đường đi. Nó phải giảm tốc độ xuống còn 12 kn (22 km/h) trong hoàn cảnh thời tiết bất lợi trước khi đến được vịnh Buckner, Okinawa để tiếp nhiên liệu vào ngày 2 tháng 11, rồi tiếp tục hành trình đi Sasebo. Trên đường đi vào sáng hôm sau, lúc đang tiếp cận bờ biển Kyushu, một thủy thủ bị sóng cuốn qua mạn tàu rơi xuống biển. Wiltsie, được sự giúp sức của tàu khu trục chị em USS Richard B. Anderson và các tàu khu trục thuộc Lực lượng Phòng vệ Biển Nhật Bản Asagumo (DD-115) và Makigumo (DD-114), đã tìm kiếm người thủy thủ bị mất tích trong suốt một ngày nhưng không mang lại kết quả. Thi thể của anh ta được phát hiện vài ngày sau đó trôi dạt vào bờ biển một đảo gần đó.
Rời Sasebo vào ngày 6 tháng 11, Wiltsie phục vụ hộ tống cho tàu khu trục King (DLG-10) cho vai trò canh phòng trong Chương trình Trinh sát Không ảnh thời bình (PARPRO: Peacetime Aerial Reconnaissance Program) tại biển Nhật Bản từ ngày 8 đến ngày 10 tháng 11. Nó quay trở về Sasebo, rồi đi sang vùng biển Triều Tiên để viếng thăm cảng Pusan, Hàn Quốc từ ngày 27 đến ngày 30 tháng 11. Được tiếp liệu tại Sasebo, con tàu tiếp tục lượt phục vụ canh phòng PARPRO thứ hai cùng tàu khu trục Halsey (DLG-23) từ ngày 30 tháng 11 đến ngày 6 tháng 12. Sau khi nghỉ ngơi, sửa chữa và bảo trì tại Sasebo, con tàu được tiếp nhiên liệu tại Cơ Long và trải qua kỳ nghỉ lễ Giáng sinh tại Hong Kong trước khi đi đến Philippines và ở lại đây cho đến hết năm 1970.
Vào đầu năm 1971, Wiltsie quay trở lại vùng biển ngoài khơi Việt Nam, nơi nó bắn hải pháo hỗ trợ cho các đơn vị Nam Việt Nam tác chiến từ ngày 4 đến ngày 18 tháng 1. Con tàu ghé lại căn cứ vịnh Subic để chất dỡ những thiết bị không cần thiết khi rời vùng chiến sự trước khi lên đường quay trở về Hoa Kỳ. Nó rời vào ngày 20 tháng 1, và sau chặng đường đi ngang qua Guam, Midway và Trân Châu Cảng, nó về đến San Diego vào ngày 11 tháng 2. Trong một năm tiếp theo, chiếc tàu khu trục ở lại vùng biển Nam California, hầu hết thời gian ở lại cảng San Diego. Trong tháng 3 và tháng 4, nó phục vụ canh phòng máy bay cho các tàu sân bay Oriskany và Enterprise (CVA-65), rồi sang tháng 6 đã đi vào Xưởng hải quân Long Beach cho một lượt đại tu kéo dài cho đến giữa tháng 11.
Wiltsie được thông báo vào ngày 19 tháng 2, 1972, bắt đầu từ ngày 1 tháng 7, con tàu sẽ được điều động sang phục vụ cùng Hải quân Dự bị Hoa Kỳ để làm nhiệm vụ huấn luyện, và đặt căn cứ tại San Francisco. Tuy nhiên, đang khi ở trong Xưởng hải quân Hunters Point để cải biến cho vai trò mới, kế hoạch trên bị hủy bỏ vào ngày 22 tháng 5, và con tàu được chuẩn bị để tiếp tục được phái sang phục vụ tại khu vực Tây Thái Bình Dương. Chiếc tàu khu trục khởi hành vào ngày 25 tháng 7, cùng các tàu khu trục hộ tống Meyerkord (DE-1058) và Lang (DE-1060) hướng sang Viễn Đông; hành trình của nó đi ngang qua Trân Châu Cảng, Midway và Guam trước khi đi đến vịnh Subic vào ngày 16 tháng 8.
Sau khi được bảo trì cặp bên mạn tàu sửa chữa Jason (AR-8) trong bốn ngày, Wiltsie chuẩn bị để một lần nữa hoạt động tại vùng chiến tuyến trong cuộc Chiến tranh Việt Nam. Nó được bổ sung áo giáp cho xạ thủ súng máy và thiết bị liên lạc vô tuyến đặc biệt để phối hợp với những đơn vị trên bộ, rồi khởi hành từ vịnh Subic vào ngày 21 tháng 8. Con tàu gia nhập Đội đặc nhiệm 75.9 hai ngày sau đó và hoạt động tại khu vực trách nhiệm của Quân đoàn I.
Trong khi hỗ trợ hải pháo cho Chiến dịch Lam Sơn 72 nhằm giải phóng Quảng Trị, Wiltsie đã bắn 1.803 quả đạn pháo 5-inch hỗ trợ cho Lữ đoàn 147 Thủy quân Lục chiến (Nam Việt Nam) nhằm tiêu diệt đối phương trong khu vực. Cơn bão Elsie đã ảnh hưởng đến vùng lân cận khu phi quân sự, buộc chiếc tàu khu trục phải tạm dừng hoạt động bắn phá để di chuyển tránh bão. Nó tiếp nối nhiệm vụ hỗ trợ hải pháo ba ngày sau đó, trợ giúp cho trận chiếm nhằm tái chiếm thành cổ Quảng Trị. Đến ngày 6 tháng 9, nó được lệnh đi xuống phía Nam, làm nhiệm vụ hỗ trợ hải pháo cho hoạt động tác chiến của Sư đoàn 2 (Nam Việt Nam) tại khu vực Chu Lai.
Wiltsie sau đó chuyển sang vai trò can thiệp việc vận chuyển tiếp liệu quân sự bằng đường biển của đối phương và giám sát tàu buôn tại khu vực Hòn La, Quảng Bình ở Bắc Việt Nam. Nó tham gia nhiều hoạt động khác nhau, bao gồm việc bắn phá bằng hải pháo 5-inch xuống các mục tiêu kho tàng, công sự phòng thủ, các trạm radar và các tuyến đường vận chuyển. Vào ngày 14 tháng 9, nó phát hiện một máy bay cường kích A-7 Corsair II bị trúng đạn phòng không và rơi xuống vùng biển vịnh Bắc Bộ; con tàu đã đi đến để cứu giúp và vớt được viên phi công. Hai ngày sau đó, trong khi bắn phá một cây cầu trên tuyến đường tiếp vận của đối phương, con tàu trở thành mục tiêu của các khẩu đội pháo bờ biển Bắc Việt Nam, chịu đựng khoảng 70 phát đạn pháo vây quanh; đây là lần duy nhất chiếc tàu khu trục phải chịu đựng hỏa lực đối địch trong cuộc Chiến tranh Việt Nam. Sang ngày hôm sau, nó cùng hai tàu chiến khác đáp trả bằng hải pháo 5-inch xuống vị trí pháo bờ biển đối phương. Các nhiệm vụ bắn phá bờ biển và tuyến đường hàng hải được tiếp tục cho đến khi nó được tàu khu trục Henry W. Tucker (DD-875) thay phiên vào ngày 20 tháng 9.
Quay trở lại vịnh Subic vào ngày hôm sau để được bảo trì, Wiltsie ở lại cảng cho đến ngày 27 tháng 9, khi nó lên đường đi sang khu vực vịnh Thái Lan để hoạt động hỗ trợ hải pháo dọc bờ biển. Từ cuối tháng 9, đến đầu tháng 11, nó đặt căn cứ tại khu vực này và đã bắn tổng cộng 1.940 quả đạn pháo 5-inch hỗ trợ cho hoạt động tác chiến của Sư đoàn 21 Bộ binh (Nam Việt Nam) tại khu vực rừng U Minh. Hoạt động bắn phá được dẫn hướng bởi máy bay trinh sát, nhưng bối cảnh rừng rậm khiến khó có thể đánh giá được hiệu quả của các đợt bắn phá này. Ngoài ra chiếc tàu khu trục còn làm nhiệm vụ theo dõi tìm kiếm và ngăn chặn việc vận chuyển vũ khí bằng đường biển của đối phương dưới sự hỗ trợ của máy bay tuần tra P-3 Orion. Nó được tàu khu trục Henry W. Tucker thay phiên hoạt động tại khu vực này vào ngày 2 tháng 11.
Sau một tuần lễ được bảo trì tại Singapore, Wiltsie tiếp nối nhiệm vụ hỗ trợ hỏa lực tại khu vực trách nhiệm của Quân đoàn I gần khu phi quân sự trong một tuần lễ tiếp theo, rồi gia nhập Đơn vị Đặc nhiệm 72.0.1 cùng Saratoga (CVA-60), và đảm nhiệm vai trò canh phòng máy bay. Từ ngày 21 tháng 11 đến ngày 8 tháng 12, nó hộ tống cho chiếc tàu sân bay tấn công trong khi Saratoga tung các đợt không kích xuống các mục tiêu đối phương. Vào sáng sớm ngày 28 tháng 11, một máy bay cường kích A-6 Intruder bị rơi trong lúc cất cánh, và chiếc tàu khu trục đã lập tức đi đến hiện trường dẫn đường cho những máy bay trực thăng của Saratoga tìm kiếm người sống sót. Một trong hai thành viên đội bay ngay lập tức đã được cứu vớt và đưa trở lại chiếc tàu sân bay; nhưng viên phi công còn lại, bất chấp những nỗ lực phối hợp tìm kiếm từ Bainbridge và máy bay trực thăng của America (CVA-66), không bao giờ được tìm thấy.
Wiltsie đi đến Hong Kong để nghỉ ngơi, rồi tiếp tục đi đến Cao Hùng để được bảo trì cặp bên mạn chiếc tàu tiếp liệu khu trục Bryce Canyon (AD-36). Trong lượt bảo trì này, cả bốn nòng pháo 5-inch của nó đều cần được xẻ lại rảnh do đã hao mòn quá mức trong quá trình hoạt động hỗ trợ hải pháo. Con tàu rời vùng biển Đài Loan vào ngày 27 tháng 12 để quay trở lại vùng chiến sự, và sau khi đến nơi hai ngày sau đó chiếc tàu khu trục tiếp tục hoạt động ngoài khơi thành cổ Quảng Trị, phía Nam khu phi quân sự cho đến ngày 22 tháng 1, 1973. Nó được cho tách khỏi Đội đặc nhiệm 75.9 để đi đến Yokosuka. Từ đây nó lên đường cho chuyến đi quay trở về nhà, về đến cảng nhà mới San Francisco vào ngày 16 tháng 2.
Tuy nhiên thời gian nghỉ ngơi của Wiltsie tại vùng bờ Tây tỏ ra ngắn ngủi. Sau khi được bảo trì tại Xưởng tàu Willamette, Richmond, California, nó lại lên đường vào ngày 16 tháng 6, 1973 để hướng sang khu vực Tây Thái Bình Dương. Đi ngang qua Adak, Alaska và đi đến Yokosuka vào ngày 28 tháng 6, chiếc tàu khu trục chuyển đến Kure và sau đó tham gia cuộc Tập trận ASWEX 7–73 cùng các đơn vị Lực lượng Phòng vệ Biển Nhật Bản từ ngày 9 đến ngày 12 tháng 7. Chuyển đến Cao Hùng vào ngày 22 tháng 7, nó tham gia cuộc Tập trận Sharkhunt II cùng các đơn vị Hải quân Đài Loan, rồi trải qua một giai đoạn ở lại cảng Cơ Long từ ngày 28 tháng 7 đến ngày 1 tháng 8.
Quay trở về cảng nhà ngang qua Trân Châu Cảng, Wiltsie về đến San Francisco vào ngày 30 tháng 8, 1973. Nó tham gia cuộc Tập trận COMPTUEX 11–73 vào tháng 10, rồi phục vụ trong vai trò canh phòng máy bay cho tàu sân bay Coral Sea (CVA-43) ở khu vực ngoài khơi bờ biển California trong tháng 12. Trong những năm tiếp theo, chiếc tàu khu trục tiếp tục các hoạt động huấn luyện thường lệ ngoài khơi San Francisco, đón nhận các đơn vị Hải quân Dự bị để thực hành huấn luyện trong các chuyến đi dọc theo vùng bờ Tây và đến vùng biển Hawaii, cũng như hộ tống các tàu ngầm trong các chuyến đi chạy thử máy từ Mare Island.
Từ tháng 11, 1975, Wiltsie bắt đầu được chuẩn bị để ngừng hoạt động tại Alameda. Con tàu được cho xuất biên chế vào ngày 23 tháng 1, 1976. Tên nó có thể đã được rút khỏi danh sách Đăng bạ Hải quân cùng ngày hôm đó; hoặc cũng có thể vào ngày 30 tháng 1, 1976.

### Phục vụ cùng Hải quân Pakistan

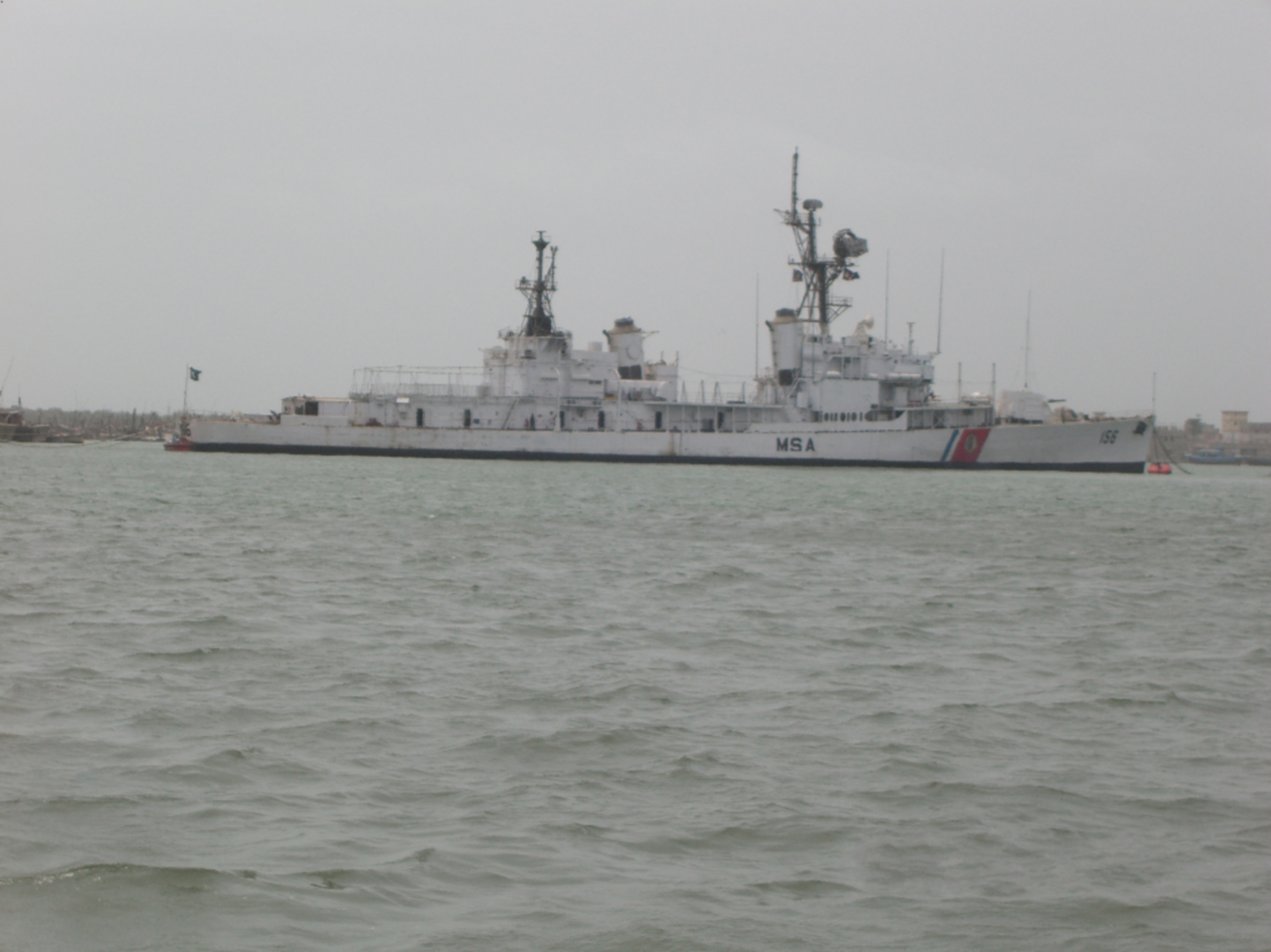
PMSS Nazim hoạt động như một sở chỉ huy trên biển của Cơ quan An ninh Hàng hải Pakistan (tuần duyên), Karachi, khoảng năm 1999.

Vào ngày 29 tháng 4, 1977, Hải quân Hoa Kỳ công bố quyết định sẽ chuyển giao Wiltsie cho Hải quân Pakistan, sau khi con tàu được đại tu. Pakistan tiếp nhận con tàu vào giữa năm 1978, và đưa vào hoạt động dưới tên gọi Tariq (D165). Khi Hải quân Pakistan tiếp nhận một hải đội tàu frigate Kiểu 21 từ Hải quân Hoàng gia Anh vào năm 1990, Tariq được đổi tên thành Nazim để dành ra cái tên Tariq đặt cho con tàu mới: PNS Tariq (D-181), được cho nhập biên chế ngày 28 tháng 7, 1993.
Hải quân Pakistan sau đó chuyển giao con tàu cho Cơ quan An ninh Hàng hải Pakistan (MSA: Maritime Security Agency), và đổi tên nó thành PMSS Nazim. Tính đến  năm 2012 con tàu hiện vẫn đang phục vụ cùng lực lượng tuần duyên - cảnh sát biển này, hoạt động như là một "sở chỉ huy" trên biển. Nó neo đậu cách Căn cứ Hải quân Karachi khoảng vài km và được sơn màu trắng. Con tàu hiện tại ở trong tình trạng không hoạt động và đã không di chuyển trong nhiều năm. Dù vậy, nó vẫn đảm nhiệm vai trò soái hạm của Cơ quan An ninh Hàng hải Pakistan.

## Phần thưởng
Wiltsie được tặng thưởng chín Ngôi sao Chiến trận do thành tích phục vụ trong Chiến tranh Triều Tiên, và thêm bảy Ngôi sao Chiến trận khác Chiến tranh Việt Nam.